# Flagge Kubas
Die Flagge Kubas wurde am 20. Mai 1902 offiziell eingeführt. Seit der Unabhängigkeit von Spanien ist dies die Staatsflagge Kubas.

## Beschreibung

Aufbau der Flagge

Die Flagge besteht aus fünf gleich großen, horizontalen Streifen in den Farben Blau und Weiß. Auf der linken Seite werden die Streifen durch ein rotes, gleichseitiges Dreieck überdeckt. In ihm ist ein weißer, fünfzackiger Stern dargestellt, der sich in einem imaginären Kreis befindet, dessen Mitte auf dem geometrischen Schwerpunkt des Dreiecks liegt.

## Geschichte

### 1823: Die Fahne derSoles y Rayos de Bolívar
1823 versuchte die Freimaurerloge Sonnen und Strahlen Bolivars (Soles y Rayos de Bolívar) zusammen mit anderen Geheimgesellschaften nach dem Vorbild von Simón Bolívar einen Aufstand auf Kuba, durch den die spanische Kolonialherrschaft beseitigt und die República de Cubanacán gegründet werden sollte. Diese Fahne zeigte eine Sonne auf blauem Grund, der von einem roten Rahmen umrandet wird.

### 1850: Die Fahne des Narciso López
1850 brachte der Annexionist Narciso López eine Flagge nach Kuba, die der amerikanischen Flagge nachempfunden war. Das erste Exemplar wurde von Emilia Teurbe Toton genäht. Ihr Mann Miguel schuf das Staatswappen Kubas. Narciso López hatte den Plan, Kuba von der spanischen Kolonialherrschaft zu befreien und in die USA einzugliedern. Er landete 1850 mit einer Invasionstruppe auf Kuba, scheiterte allerdings bei dem Versuch die Spanier zu vertreiben und wurde als Hochverräter in Havanna hingerichtet.

### 1868: Die Fahne von Carlos Manuel de Céspedes

2:3 Die Céspedes-Flagge von 1868 und heutige Gösch Kubas

Als 1868 Carlos Manuel de Céspedes auf seinem Gut La Demajagua die Sklaven freiließ und mit dem Grito de Yara zum Kampf gegen die spanische Kolonialherrschaft aufrief, unterschied sich die von ihm verwendete Fahne deutlich von der des Narciso López. Die Absicht von Céspedes war es, einen kubanischen Staat zu schaffen, der weder von Spanien noch von den USA abhängen sollte.
In dem folgenden kubanischen Unabhängigkeitskampf zwischen 1868 und 1898 konnte er sich nicht gegen die von der Idee des Anschlusses an die USA überzeugten Zuckerbarone und Sklaven haltenden Großgrundbesitzer des kubanischen Westens durchsetzen, was sich auch in der Wahl der Nationalflagge ausdrückt. So setzte sich die Flagge von Narciso López gegen jene von Carlos Manuel de Céspedes als heutige Nationalflagge Kubas durch. Immerhin ist die Céspedes-Flagge aber heute die Gösch der Marine Kubas.

## Kubas Flagge als Vorbild
Die Flagge Puerto Ricos ähnelt der kubanischen Flagge, weil die puerto-ricanische Unabhängigkeitsbewegung gegen die spanische Kolonialmacht den kubanischen Unabhängigkeitskrieg zum Vorbild hatte. Nur die Farben blau und rot sind vertauscht. Die Flagge des Narcisco López und die Flagge Puerto Ricos inspirierten in der Folgezeit auch die katalanische Estelada von 1918/19 (oder älter?), das Symbol der katalanischen Unabhängigkeitsbewegung und des pancatalanismo.

## Geschichte der kubanischen Flagge

Flagge des Kreuzes von Burgund (1521–1843)
Flagge von Hispanoamerika (1843–1873; 1874–1898)
Flagge der Ersten Spanischen Republik (1873–1874)
Flagge de Céspedes im Zehnjährigen Krieg (1868–1878)
Flagge der Ersten Republik Kuba (1902–1906; 1909–1959)
Flagge der Bewegung des 26. Juli
Standarte des Premierministers von Kuba (1959–1976)
Standarte des Präsidenten von Kuba
Flagge der Militärregierung der Vereinigten Staaten in Kuba (1898–1902; 1906–1909)